# 维基什叶
维基什叶（阿拉伯语：‎）是关于伊斯兰教什叶派的免费在线百科全书。 此维基什叶包含超过23,000个关于伊斯兰教什叶派的内容页面，使用22种语言，包括波斯语、阿拉伯语、英语、乌尔都语、土耳其语、西班牙语、印尼语、法语、德语、俄语、中文、斯瓦希里语、印地语、孟加拉语、塔吉克语、普什图语、阿塞拜疆语、缅甸语、葡萄牙语、意大利语、豪萨语以及泰语。维基什叶隶属于艾哈里拜提世界大会（Ahl Al-Bayt World Assembly），
并于2014年6月22日在德黑兰的塞布托.纳比国际大会上由当时的伊朗伊斯兰共和国的总统哈桑·鲁哈尼正式启动。